# Каплан, Элиэзер
Элиэзер Каплан (ивр. אליעזר קפלן‎, 1891 г., Минск — 13 июля 1952) — израильский политик и общественный деятель. Один из подписавших Декларацию независимости Израиля. Первый министр финансов страны и вице-премьер-министр.

## Биография
Родился в 1891 году в Минске, учился в хедере и гимназии в г. Лович. В 1917 окончил высшее инженерное училище в Москве по специальности инженер-строитель. Состоял в Сионистско-социалистической партии с 1905 года; участвовал в основании движения «Цеирей-Цион — ха-Тхия» («Youth of Zion — Renewal», 1908 год), организации «Цеирей-Цион» (1912 год), партии Хит’ахадут (1920).
Участник Сионистских конгрессов, начиная с 1913 года.
Участвовал на переговорах в Версале 1919 года как член Комитета еврейских делегаций.
Алия — 1920 год, поселился на территории Израиля в 1923 году.
В 1923—1925 годах являлся главой технического отдела мэрии Тель-Авива, затем был избран членом городского совета Тель-Авива (1925—1933). С 1933 года по 1948 год являлся казначеем Еврейского агентства.
Деятельность в составе Кнессета: 14.2.1949 — 13.7.1952 (Кнессет 1-го и 2-го созыва)